# Mem d'Internet

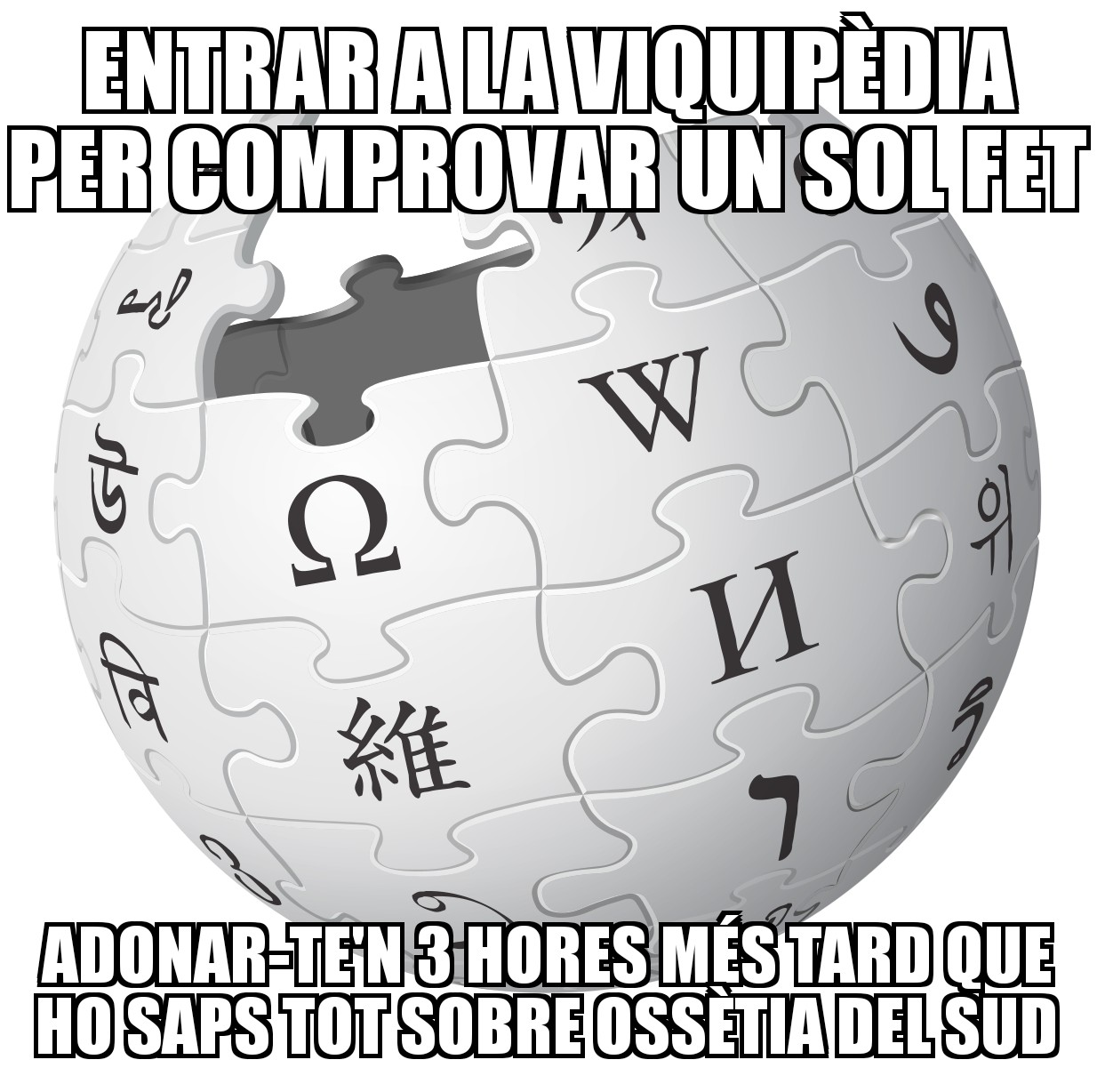
Un exemple de mem d'Internet del tipus «macro»; imatge estàtica amb text blanc i ressaltat amb línies gruixudes, en aquest cas sobre la pèrdua de noció del temps quan es navega la Viquipèdia en català i es salta indiscriminadament d'un article a un altre.

Un mem d'Internet o fenomen d'Internet és una unitat d'informació de to humorístic que es replica a través d'internet, sigui de manera exacta o modificada, prenent forma de vídeo, imatge (tradicionalment imatges macro), GIF, enllaç o frase. Es transmeten mitjançant el boca-orella a través de les xarxes socials, aplicacions de missatgeria instantània, plataformes de vídeos i blogs. Solen estar relacionats amb conceptes d'actualitat i/o subcultures d'internet, essent creats i estesos des de nombroses webs i plataformes.
El mem es caracteritza per ser viral de manera horizontal, i per això es pot donar a conèixer arreu del món en poques hores. Els fenòmens d'Internet poden ser originats en diferents mitjans com fòrums (els més comuns), blogs, i pàgines web que permeten compartir arxius com YouTube, Reddit, 4chan o IRC. Un mem normalment és una imatge, tradicionalment una imatge macro, un GIF o un vídeo. Tanmateix, també pot tractar-se d'una frase o una paraula. Acostumen a estar relacionats amb subcultures digitals, transversals o pròpies d'una pàgina web. La popularització d'aquests fenòmens sol produir-se per l'anomenat màrqueting viral, que es fonamenta en la divulgació de producte mitjançant el boca-orella, correus electrònics en cadena o per les xarxes socials com Twitter o Instagram.

## Origen
La primera vegada que sorgeix el terme mem, és l'any 1976 al llibre de Richard Dawkins, The Selfish Gene, que el defineix com a “unitat de transmissió cultural o unitat d'imitació”. El concepte "mem d'Internet" va ser proposat per primera vegada per Mike Godwin a un article de Wired de l'octubre de 1994. El 2013, Dawkins descrigué el mem d'Internet com un mem deliberadament alterat per la creativitat humana —diferent dels gens biològics i el seu propi concepte de mem pre-Internet, el qual es basava en la mutació per alteracions casuals i la posterior divulgació mitjançant la replicació exacta, com en la selecció natural. Dawkins explicà que els mems d'Internet són una "apropiació de la idea original", ja que la mateixa idea del mem muta i evoluciona en aquesta nova direcció.
L'any 2007, la convocatòria anual del SIMO va prestar una àrea específica dedicada als fenòmens d'Internet.

## Història
Els mems d'Internet tenen el seu origen en els fòrums i grups de Usenet dels 90. Més tard van sorgir pàgines com Albino Blacksheep, 4chan, Something Awful o eBaum's World, on van proliferar molts mems com els LOLcats o els Chuck Norris Facts, ambdós del 2005. Aquests mems en el format d'imatge sovint responien al cànon de la imatge macro: una imatge de fons amb una frase a la part superior. A partir del 2007 van aparèixer pàgines web amb l'objectiu de facilitar la creació d'aquestes macros, com I Can Has Cheezburger i MemeGenerator. Tradicionalment, el text utilitzava la tipografia Impact en negreta, amb les lletres blanques i el contorn negre.
Després, amb l'advent de YouTube el 2005, els mems en format vídeo es van popularitzar. En aquesta època van aparèixer mems com Numa Numa —publicat per primera vegada el 2004— i fenòmens com el rickrolling —documentat per primera vegada a 4chan el 2007. Aquests poden ser considerats alguns dels primers vídeos virals, seguits per altres Chocolate Rain o Charlie Bit My Finger, ambdós del 2007, i el Trololo —nascut a YouTube el 2009. Després vindrien altres com Gangnam Style i fenòmens com el Turn Down For What o el Harlem Shake, que es basaven en conceptes simples i permetien major interacció de l'usuari.
A finals dels 2000 i principis de dècada, les imatges i els GIFs van guanyar importància dins el llenguatge digital. Les xarxes socials com Facebook, Instagram i Twitter —que juntes acumulen 3,5 bilions d'usuaris en el tercer trimestre de 2018— ara permeten compartir contingut molt més ràpidament, de manera que el cicle de vida del mem s'ha accelerat.
A més, a partir de finals de 2016 i principis del 2017, Whatsapp va incloure la possibilitat d'enviar GIFs, molts dels quals són bàsicament mems en moviment. Aquests sovint segueixen l'estructura bàsica d'un mem clàssic, amb un subtítol sovint a la part inferior del GIF (o a l'inferior i la superior) i una imatge en relació amb el text. La cerca del Whatsapp et permet cercar aquests mems a partir de conceptes relacionats amb aquest text o amb elements de la imatge.

### Posteritat

#### 9GAG
El 25 d'abril de 2017 la pàgina 9GAG va penjar el vídeo "The Time Has Come. The First Man-Made Monument To Humor Is Here #FunLegacy" (el moment ha arribat. El primer monument a l'humor fet per l'home ja és aquí #LlegatdelaDiversió). En ell, es mostra com, entre el 17 i 19 d'abril 9GAG va fer enterrar a un desert desconegut un monument de 24 tones amb mems gravats per celebrar el seu novè aniversari. Els mems, gravats per l'escultor Antonio Soler, inclouen la figura del cantant de PPAP (Pen Pineapple Apple Pen), el philosoraptor, el socially awkward penguin, el doge, el keyboard cat, etc., escollits través d'una competició a l'aplicació de 9GAG. Tanmateix, els usuaris d'Internet van respondre mofant-s'hi i creant el hashtag #SmashTheStone (#TrencaLaPedra).
Mesos més tard, el gener de 2018, el youtuber Internet Historian, que compta amb un milió de subscriptors, va pujar un vídeo amb el hashtag explicant la recerca que havien fet els detractors del monument. Segons el vídeo, el monument havia estat rastrejat en menys de 4 hores a través d'una matrícula visible en el vídeo penjat originalment per 9GAG. Internet Historian acaba amb una incitació a destruir el monument, fet de pedra calcària, banyant-lo en vinagre per evitar la vergonya dels futurs aliens que poguessin descobrir-lo.

#### Biblioteca del Congrés dels Estats Units
El juny de 2017 la Biblioteca del Congrés dels Estats Units va anunciar en un comunicat de premsa que havien creat dues noves col·leccions digitals: de còmics digitals i de «cultura digital». Aquest darrer projecte s'inscriu dintre de l'activitat de l'American Folklore Center, establit per «documentar les formes i pràctiques culturals tradicionals» i inclou pàgines que documenten GIF, mems i emojis, que consideren «tradicions culturals tradicionals a Internet».

Segons la directora de l'American Folklore Center, els avenços en la tecnologia i l'Internet han permés que la comunicació en xarxa esdevingui un espai on prolifera el folklore, i espera que aquest projecte pugui servir d'ajut pels futurs investigadors que vulguin entendre la vida i cultura contemporània. Aquesta concepció de la cultura digital com a folklore té altres partidaris, com Whitney Phillips and Ryan M. Milner —autors de The Ambivalent Internet: Mischief, Oddity, and Antagonism Online—, que en una entrevista amb la Universitat de Charleston van dir: 
El que està passant a Internet —tota la llengua vernacle, tota l'expressió creativa, tota la mescla, tot l'argot; totes les bromes internes i hashtags i mots creuats— és folklore. 

## Propagació

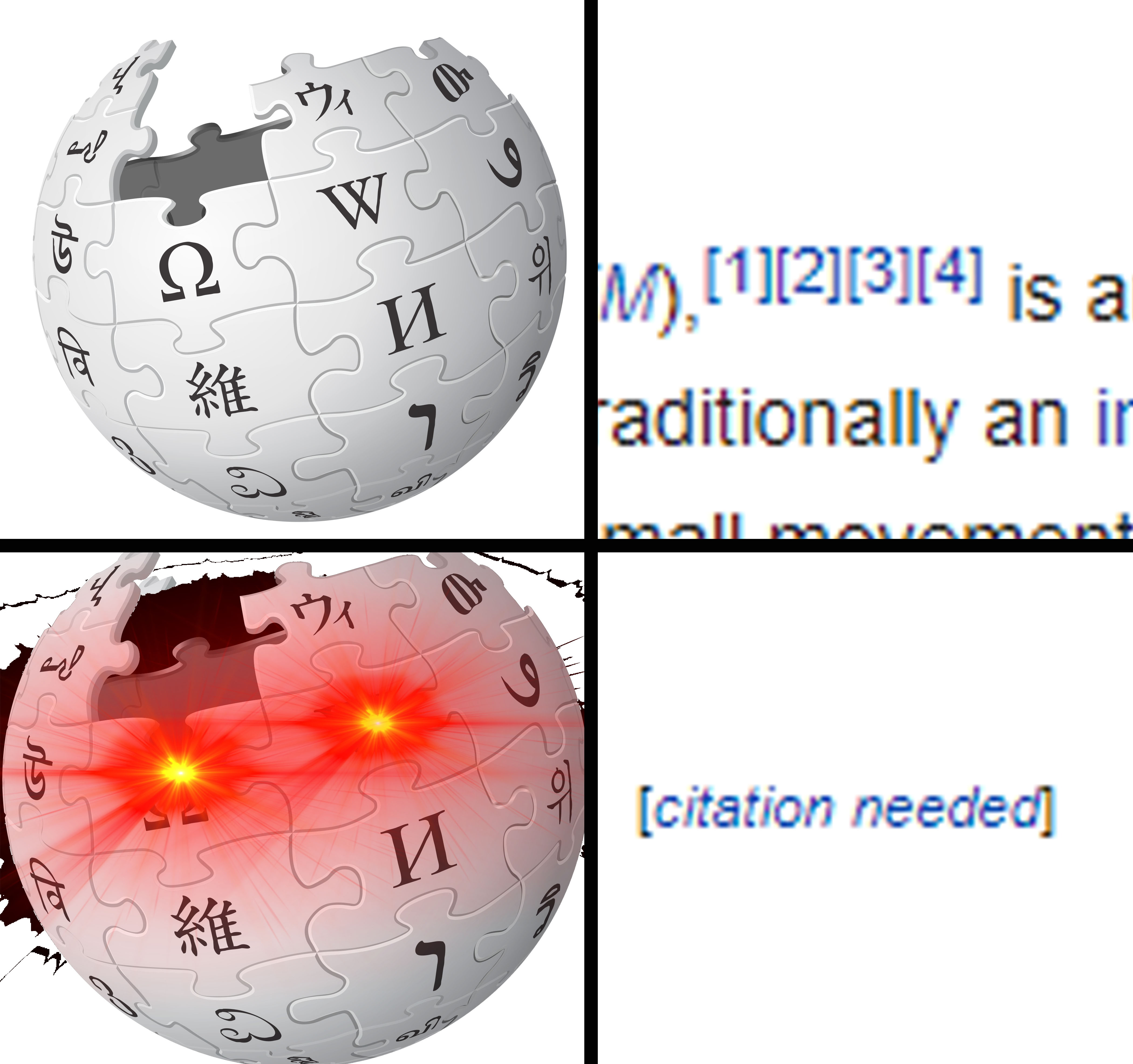
Un exemple de mem d'Internet, el tractament de les fonts per part de la Viquièdia. En aquest cas es tracta d'un "Dank meme", una subcategoria que es basa en l'humor a través de l'absurd, la compressió, saturació i composició d'imatges intencionadament mal feta.

Un estudi empíric va investigar les característiques dels mems i el seu comportament independentment de les xarxes socials a les quals es propagaven i va arribar a les següents conclusions sobre l'exitosa propagació de mems. L'estudi afirmà que els mems d'Internet no només competien per l'atenció dels usuaris, cosa que resultava en un curt període d'èxit; sinó que també podien col·laborar els uns amb els altres a través de la creativitat d'aquests mateixos usuaris, arribant a un major èxit. A més, paradoxalment, un mem individual que és popular puntualment no té cap garantia de sobreviure, a menys que sigui veritablement únic, mentre que un mem sense aquesta popularitat puntual té més números de ser reutilitzat i per tant, té més possibilitats de sobreviure.
En un article del Washington Post de 2013, Dominic Basulto afirmà que a causa del creixement d'Internet per sobre d'altres canals d'informació i l'interès de la indústria del màrqueting i la publicitat, els mems havien perdut el seu sentit original, dictat per Dawkins. Segons Basulto, els mems ja no transmetien idees intel·ligents sinó banalitats. A més, prevé de l'ús dels mems en temes seriosos, com la política, pel risc que puguin banalitzar-los i, conseqüentment, banalitzar-nos a nosaltres.
Les paraules de Basulto es poden exemplificar molt bé amb el paper que va tenir el mem Pepe the frog (la granota Pepe, en català) durant les Eleccions presidencials dels Estats Units de 2016, en les quals aquesta imatge es convertí en un símbol del moviment de la Dreta alternativa (alt-right) i ajudà Donald Trump a assolir la majoria de vots. Aquest fenomen es veu representat al documental de 2020 Feels Good Man , dirigit per Arthur Jones, en que s'explica com es converteix aquest mem en un missatge d'odi i com el seu creador, Matt Furie intenta recuperar la seva obra i  recontextualitzar-la com a un simbol de pau.

## Màrqueting
Els professionals en relacions públiques, publicitat i màrqueting han donat la benvinguda als mems d'Internet gratament, veient-los com un tipus de màrqueting viral i un màrqueting de guerrilla per a crear un "buzz" de màrqueting pel seu producte o servei. Utilitzar mems per a de promocionar productes o serveis és conegut com a «màrqueting memetic» o memejacking, de l'anglès hijacking ('segrestar'). Els mems d'Internet són vistos com a quelcom lliure de costos i efectiu, ja que són una moda passatgera utilitzada com una manera de conscienciar o crear tendència.
A Espanya, un dels casos pioners va ser el de l'agència de viatges Destinia, que utilitzà un mem ja famós de Julio Iglesias amb la frase "y lo sabes". Aquest mem, que ja es troba a Internet des del 2001, havia guanyat fama a les xarxes socials i Whatsapp, on es passava freqüentment. L'agència aprofità el bombo que s'havia fet i el transformà pel seu benefici, canviant el text a "Viajas poco... y lo sabes" i utilitzant la fotografia d'un doble del cantant.
A escala nacional, un dels especialistes en el màrqueting memètic és la plataforma espanyola de Netflix. A part de les seves campanyes de publicitat virals i de guerrilla, destaquen pel seu bon ús dels mems en plataformes com Twitter. Darrerament han utilitzat el mem del sign bunny (el conillet del senyal) per promocionar la sèrie Chilling Adventures of Sabrina, transformant l'animal fet en ASCII en un gat, i han utilitzat el mem del business handshake per promocionar la nova sèrie d'animació Super Drags com una mescla entre Les Supernenes i RuPaul's Drag Race.

## Polèmica i legislació

### Espanya
El tres de novembre de 2016 el PP, el partit dirigent del moment, va presentar al BOCG una proposició no de llei, la qual no es va acabar implantant, per modificar la llei orgànica 1/1982 "de protecció civil del dret a l'honor, a la intimitat personal i familiar i a la mateixa imagen". Els seus objectius, segons redacten, són "adequar-se als canvis de la realitat social i els avenços tecnològics", que "han incrementat les lesions als drets recollits a la llei orgànica 1/1982". Poc després de conèixer-se la notícia, publicada a diferents de mitjans, va començar la polèmica. La Plataforma en Defensa de la Libertad de Información s'hi va posicionar en contra, i el seu director legal, Carlos Sánchez Almeida, avisà que això podia "convertir en activitat de risc" la publicació de mems. Les xarxes socials també es van fer eco, i el hashtag #SinMemesNoHayDemocracia va agafar potència a Twitter, arribant a ser trending topic a Espanya el dia 8 de novembre.

### Rússia
A Rússia no s'han il·legalitzat els mems com a tal, però existeixen restriccions. D'una banda, el 7 d'abril el 2015, el Roskomnadzor, l'agència supervisora d'Internet russa, publicà a la xarxa social Vkontakte un missatge respecte a la interacció dels mems, i altres tipus de contingut multimèdia, amb les lleis russes, recordant que l'ús d'imatges públiques en mems que "no tinguessin res a veure amb la personalitat del famós" violen les lleis sobre la informació personal i "danyen l'honor, dignitat i negocis de les figures públiques". Així i tot, la BBC senyala que no és una prohibició oberta, sinó una recomanació o un avís; mentre que el Washington Post també destaca que no es tracta d'una nova llei, sinó d'un aclariment de la legislatura existent.
Aquest anunci es deu a una querella del cantant rus Valeri Syutin a la pàgina Lurkmore per penjar un mem de tipus macro amb el seu rostre i la frase "Bufeteja la puta a la cara", en referència a la lletra d'una cançó de Nambavan. Aquest mem es va difondre a les xarxes socials russes en contra dels usuaris femenins i glorificant la violència de gènere, fet que danyava la imatge de cantant romàntic del denunciant. La querella es va resoldre a favor del cantant, i es va instar el Roskomnadzor a actualitzar la seva llei d'informació personal, de manera que ara, si algú informa d'un mem en contra la seva imatge a l'agència, aquesta pot dur-la als jutjats.
D'altra banda, des del 2013 existeixen lleis contra "l'extremisme d'Internet", és a dir, contra les pàgines web que "inciten els lectors a rebel·lar-se, cometre activitats extremistes o terroristes, encendre conflicte entre nacions o religions o participar en esdeveniments de masses en contra de l'ordre establert". En un principi, aquesta llei permetia que el fiscal general pogués tancar les pàgines en qüestió sense necessitat d'una ordre judicial, però, el 2014 s'aprovà una llei per penar amb temps de presó i una multa aquells que financessin "l'extremisme digital" o li donessin suport. En aquell moment, la llista de pàgines "extremistes" contenia 2000 direccions i, entre elles s'incloïa, segons el Washington Post, una d'un professor de filosofia sobre un cop d'estat imaginat.
Un dels casos més famós és la prohibició, l'abril del 2017, d'un mem de Putin conegut com a "Putin el pallasso gay", on se'l representa amb els ulls i llavis pintats i acompanyat del text "Diuen que n'hi ha molts, però no n'hi ha cap entre la gent que conec". La imatge, utilitzada en les xarxes socials i en manifestacions pels drets del col·lectiu LGTBI+, va ser inclosa a la llista d'imatges prohibides per insinuar que el president rus és gay —o "d'orientació sexual no estàndard", segons la resolució oficial—, i va esdevenir la número 4.071 de 4.074 de la llista.

### Xina
El cas de la Xina és similar al de Rússia en què, tot i que els mems no són il·legals, alguns han estat prohibits. Un exemple és el dels mems sobre la semblança entre el president xinès i el personatge animat Winnie the Pooh. El 2013, arran d'una trobada entre Xi Jinping i Barack Obama, un usuari de Weibo —una xarxa social xinesa de microblogging— va comparar una foto dels dos mandataris amb els personatges de Winnie the Pooh i Tigger respectivament. La publicació va guanyar popularitat a Weibo i els censors van acabar eliminant-la i censurant el terme "Winnie the Pooh". Malgrat els intents de censura, la comparació de Xi amb el dibuix animat ja havia esdevingut un mem i el 2014 va reaparèixer amb relació a una trobada entre el president xinès i el seu homònim japonès.
També es va repetir el 2015, en un altre format. Seguint el tipus macro, el mem incorporava una imatge d'un Winnie de Pooh de plàstic en un cotxe de joguina i les paraules "Una imatge a compartir". Així es recreava una imatge de Xi en la cerimònia en record a la Segona Guerra Mundial i, segons Foreign Policy, va esdevenir el terme més censurat d'aquell any. El mem ressorgeix cada cert temps a Weibo i xarxes com Twitter en forma de protesta, com quan Xi va anunciar que aboliria els límits de duració dels mandats presidencials.